# Unidade Local de Saúde de Santo António

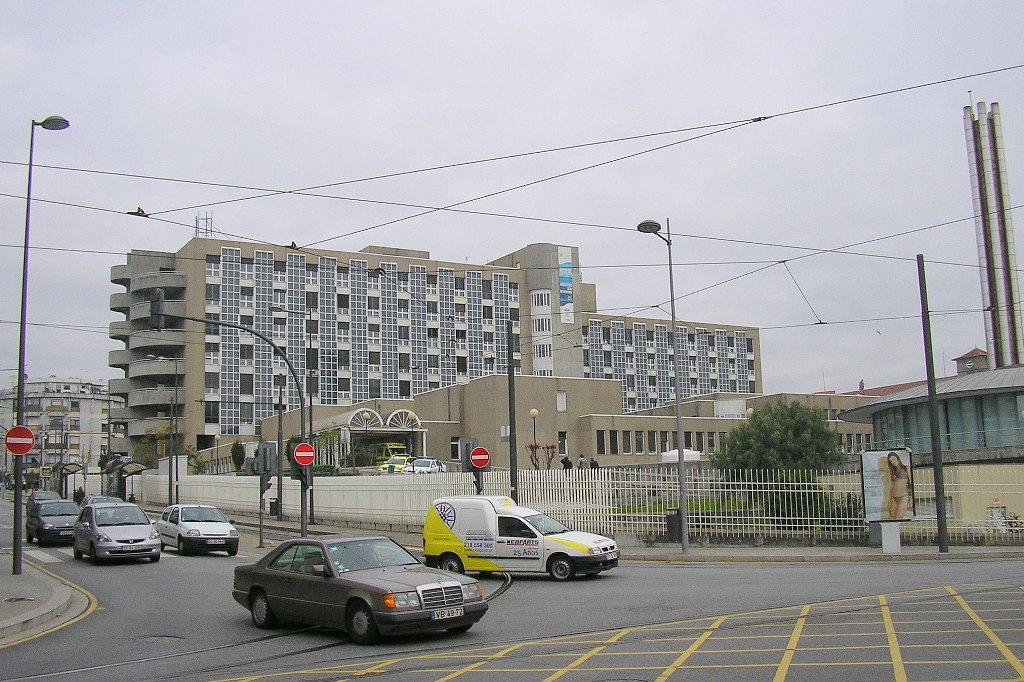
A ULS de Santo António tem a sede no Hospital de Santo António, no Porto

A Unidade Local de Saúde de Santo António (ULS de Santo António) é uma unidade local de saúde do Serviço Nacional de Saúde no Porto, em Portugal.  É constituída pelas unidades hospitalares do Hospital de Santo António, incluindo o Centro Integrado de Cirurgia de Ambulatório, do Centro Materno-Infantil do Norte e do Hospital Magalhães Lemos. Partilha ainda o Centro Académico com o Instituto de Ciências Biomédicas Abel Salazar da Universidade do Porto.
A ULS de Santo António foi criada em 7 de novembro de 2023 por integração do Centro Hospitalar Universitário de Santo António com o Agrupamento de Centros de Saúde do Grande Porto II - Gondomar e o Agrupamento de Centros Grande Porto V - Porto Ocidental. O Centro Hospitalar Universitário de Santo António tinha sido criado em janeiro de 2023 pela fusão entre o Centro Hospitalar Universitário do Porto e o Hospital de Magalhães Lemos. O Centro Hospitalar Universitário do Porto tinha sido criado em 1 de outubro de 2007, resultante da fusão entre o Hospital Geral de Santo António, Hospital Central Especializado de Crianças Maria Pia e a Maternidade Júlio Dinis. Fizeram também parte o Hospital Joaquim Urbano, alienado em março de 2011, e o Centro de Genética Médica Doutor Jacinto Magalhães, alienado em maio de 2013.